# Svenljunga
För andra betydelser, se Svenljunga (olika betydelser).
Svenljunga är en tätort i Västergötland, centralort i Svenljunga kommun i Västra Götalands län. Svenljunga ligger vid Ätran.

## Historia

### Administrativa tillhörigheter
Svenljunga var och är kyrkby i Svenljunga socken och ingick efter kommunreformen 1862 i Svenljunga landskommun. Landskommunen ombildades 1946 till Svenljunga köping som 1971 uppgick i Svenljunga kommun där Svenljunga sedan dess är centralort.
I kyrkligt hänseende hörde Svenljunga före 1992 till Svenljunga församling, därefter till Svenljunga-Ullasjö församling och från 2006 till Svenljungabygdens församling.
Orten ingick till 1948 i Kinds tingslag därefter till 1971 i Kinds och Redvägs tingslag. Från 1971 till 1996 ingick orten i Sjuhäradsbygdens domsaga och från 1996 ingår Svenljunga i Borås domkrets.

### Befolkningsutveckling
| Befolkningsutvecklingen i Svenljunga 1960–2020 | Befolkningsutvecklingen i Svenljunga 1960–2020 | Befolkningsutvecklingen i Svenljunga 1960–2020 | Befolkningsutvecklingen i Svenljunga 1960–2020 | Befolkningsutvecklingen i Svenljunga 1960–2020 |
| ---------------------------------------------- | ---------------------------------------------- | ---------------------------------------------- | ---------------------------------------------- | ---------------------------------------------- |
|                                                |                                                |                                                |                                                |                                                |
| År                                             |                                                |                                                | Folkmängd                                      | Areal (ha)                                     |
| 1960                                           | 1960                                           |                                                | 2 570                                          |                                                |
| 1965                                           | 1965                                           |                                                | 2 443                                          |                                                |
| 1970                                           | 1970                                           |                                                | 2 786                                          |                                                |
| 1975                                           | 1975                                           |                                                | 3 189                                          |                                                |
| 1980                                           | 1980                                           |                                                | 3 412                                          |                                                |
| 1990                                           | 1990                                           |                                                | 3 519                                          | 421                                            |
| 1995                                           | 1995                                           |                                                | 3 679                                          | 433                                            |
| 2000                                           | 2000                                           |                                                | 3 405                                          | 436                                            |
| 2005                                           | 2005                                           |                                                | 3 379                                          | 436                                            |
| 2010                                           | 2010                                           |                                                | 3 418                                          | 438                                            |
| 2015                                           | 2015                                           |                                                | 3 592                                          | 433                                            |
| 2020                                           | 2020                                           |                                                | 3 773                                          | 444                                            |
|                                                |                                                |                                                |                                                |                                                |

## Byggnader
Svenljunga kyrka är byggd i Karl Johansstil och uppfördes 1829. Den äldre träkyrkan var från 1717.

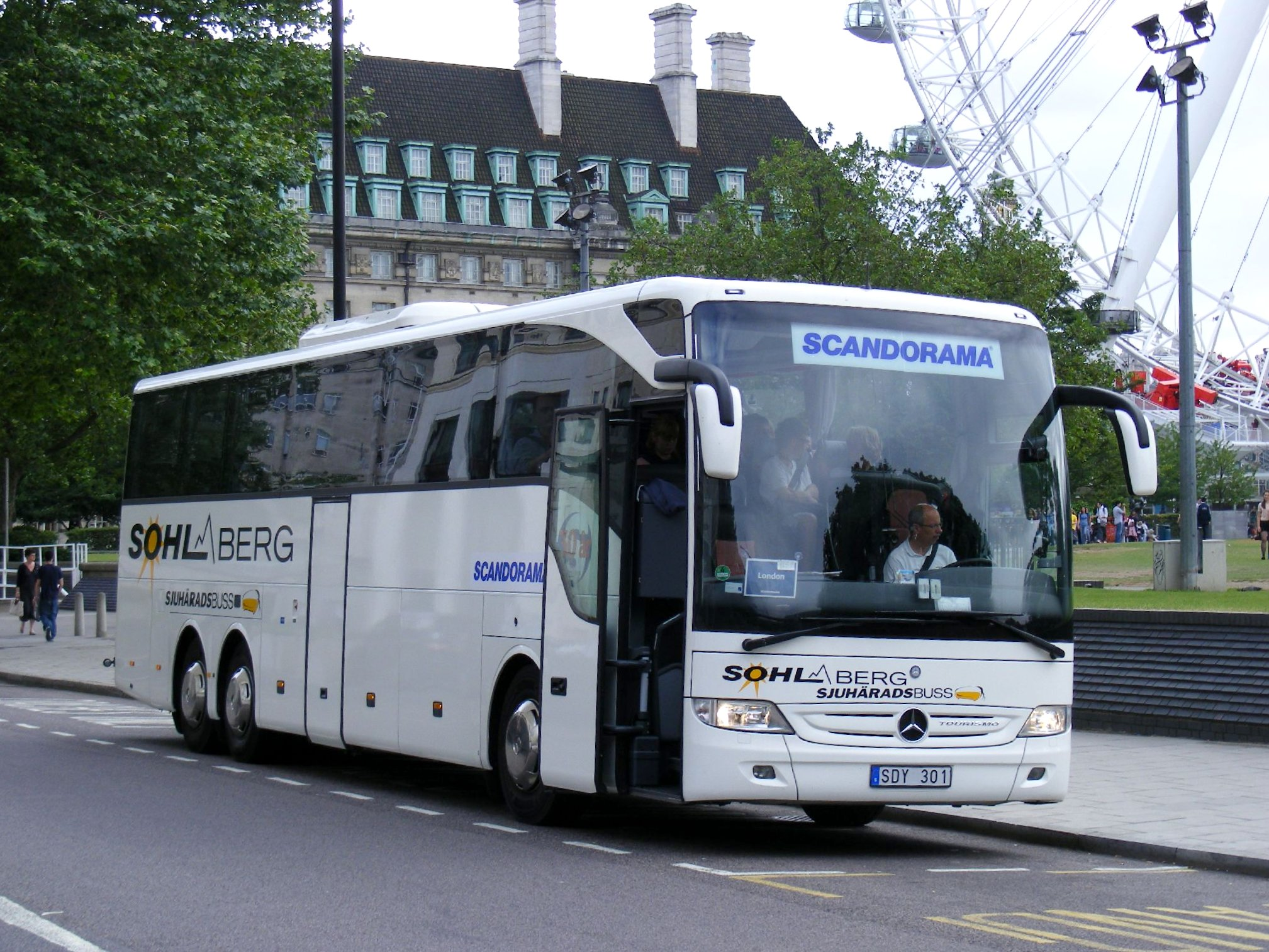
Buss tillhörande det Svenljungabaserade bussbolaget Sohlberg

## Näringsliv

### Bankväsende
Svenljunga församlings sparbank grundades 1862 och ombildades 1893 till en folkbank, Svenljunga folkbank. Folkbanken övertogs 1902 av Göteborgs handelsbank som därmed etablerade sig på orten. En ny sparbank, Svenljunga sparbank, grundades 1906 men även denna övertogs av en privatbank, nämligen Bankaktiebolaget Södra Sverige 1916. Den tredje och sista sparbanken att grundas i Svenljunga var Svenljunga pastorats sparbank som grundades 1917 och uppgick i Borås sparbank 1954.
Södra Sverige blev snart Svenska Handelsbanken som blev långvarig på orten. År 1949 övertogs Göteborgs handelsbanks kontor av Göteborgs bank. Götabanken lämnade Svenljunga senare under 1900-talet.
Den 3 maj 2021 stängde Handelsbanken sitt kontor. Därefter var Sparbanken Sjuhärad ensam bank på orten.

## Skolor
I Svenljunga finns ett Naturbruksgymnasium (Naturbruksgymnasiet Svenljunga), Mogaskolans grundskola samt Landboskolans grundskola för förskola och lågstadiet.